# Ridgeway (Alaska)
Ridgeway es un lugar designado por el censo ubicado en el borough de Península de Kenai, Alaska, Estados Unidos. Según el censo de 2020, tiene una población de 2136 habitantes.
En los Estados Unidos, un lugar designado por el censo (traducción literal de la frase en inglés, census-designated place, CDP) es una concentración de población identificada por la Oficina del Censo de los Estados Unidos exclusivamente para fines estadísticos.

## Geografía
Está ubicado en las coordenadas 60°31′51″N 151°3′8″O / 60.53083, -151.05222 (60.530833, -151.052101).

## Demografía
Según la Oficina del Censo, en 2000 los ingresos medios de los hogares eran de $50.625 y los ingresos medios de las familias eran de $56.985. Los hombres tenían unos ingresos medios de $51.488 frente a $36.786 para las mujeres. Los ingresos per cápita eran de $23.225. Alrededor del 9,4% de la población estaba por debajo del umbral de pobreza.
De acuerdo con la estimación 2016-2020 de la Oficina del Censo, los ingresos medios de los hogares son de $101.466 y los ingresos medios de las familias son de $111.821. Alrededor del 7,4% de la población está por debajo del umbral de pobreza.